# Via Emília Escàuria

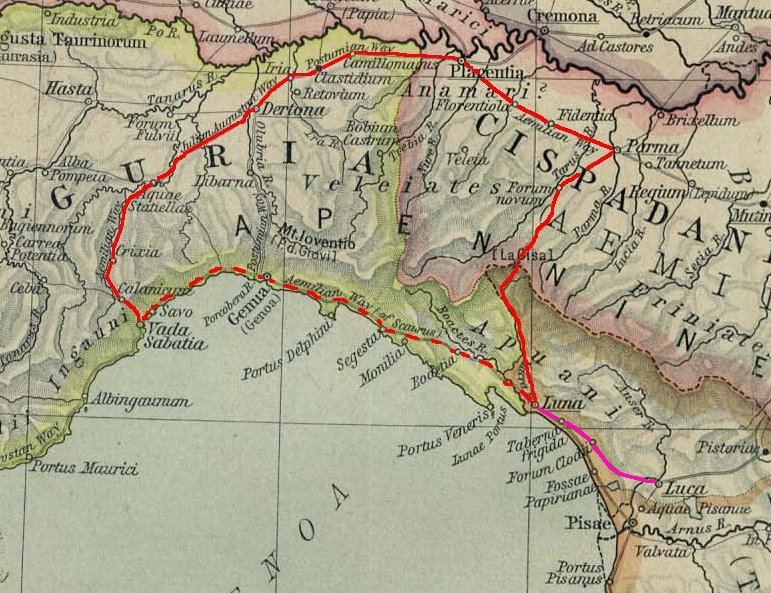
Presumpte traçat de la via Emília Escàuria (en vermell) el 109 aC; la línia de punts representa un recorregut costaner alternatiu, segons alguns autors; de color porpra el brancal des de Luna fins a Luca fet construir per Juli Cèsar el 56 aC

Via Emília Escàuria (en llatí Via Aemilia Scauri) és el nom donat a la via construïda per Marc Emili Escaure, que va assecar les maresmes al sud del Po i va construir la via des de Luna fins a Vada Sabatia, passant per Placentia, on enllaçava amb la via Emília i seguint cap a Dertona, cruïlla de camins per on passaven les vies Postúmia, Fúlvia i Mala, segons explica Estrabó. Marc Emili Escaure, el constructor de la via segons diu Sext Aureli Víctor, va sercensor l'any 109 aC.
Per l'afinitat dels noms de la via Emília i la via Emília Escàuria, aquest últim nom es va anar perdent, ja que l'altra era més important, i la Emília Escàuria es va considerar una part de la via Aurèlia ja que n'era una continuació, prenent aquest nom.